# Jüdischer Friedhof (Friesack)

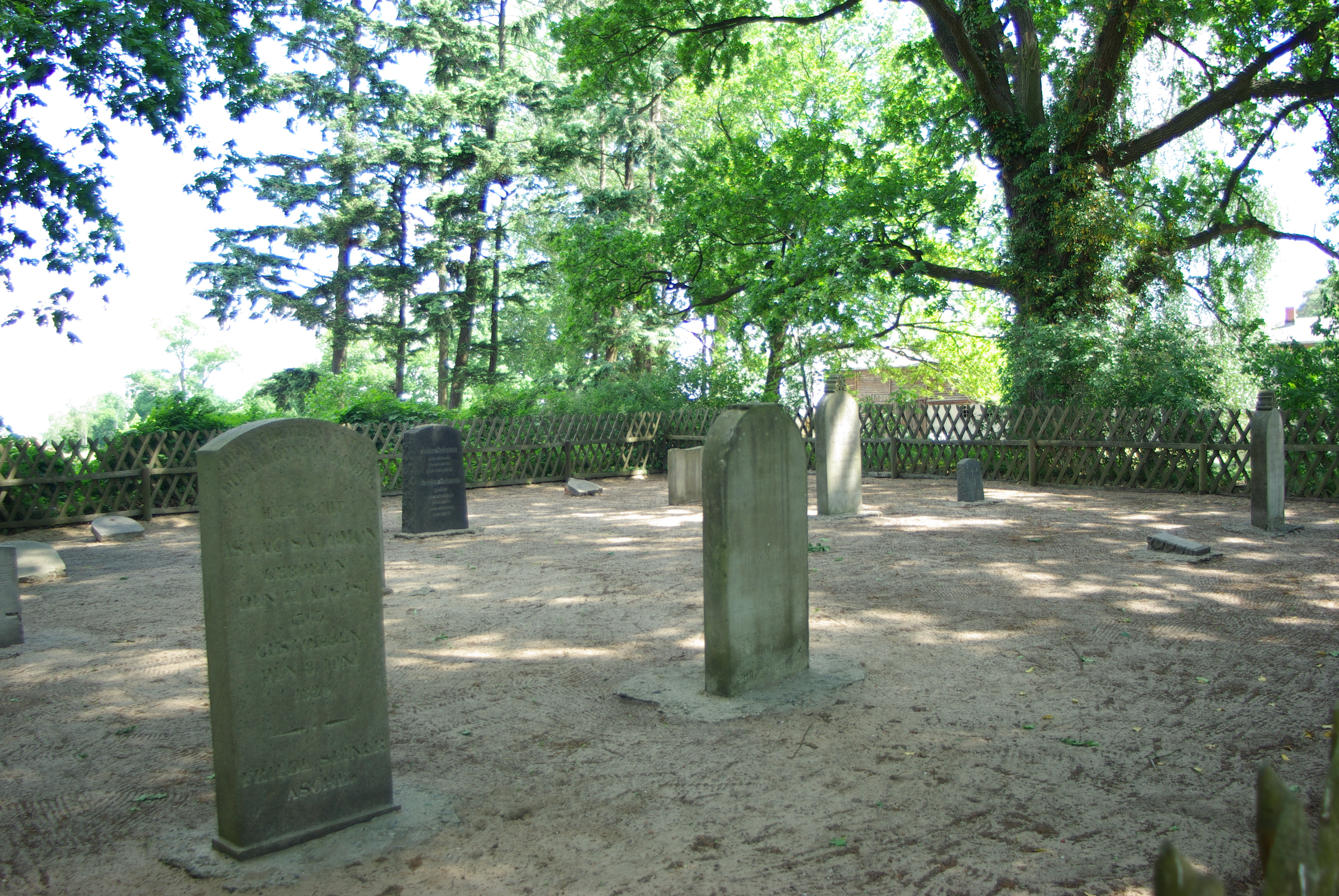
Jüdischer Friedhof in Friesack

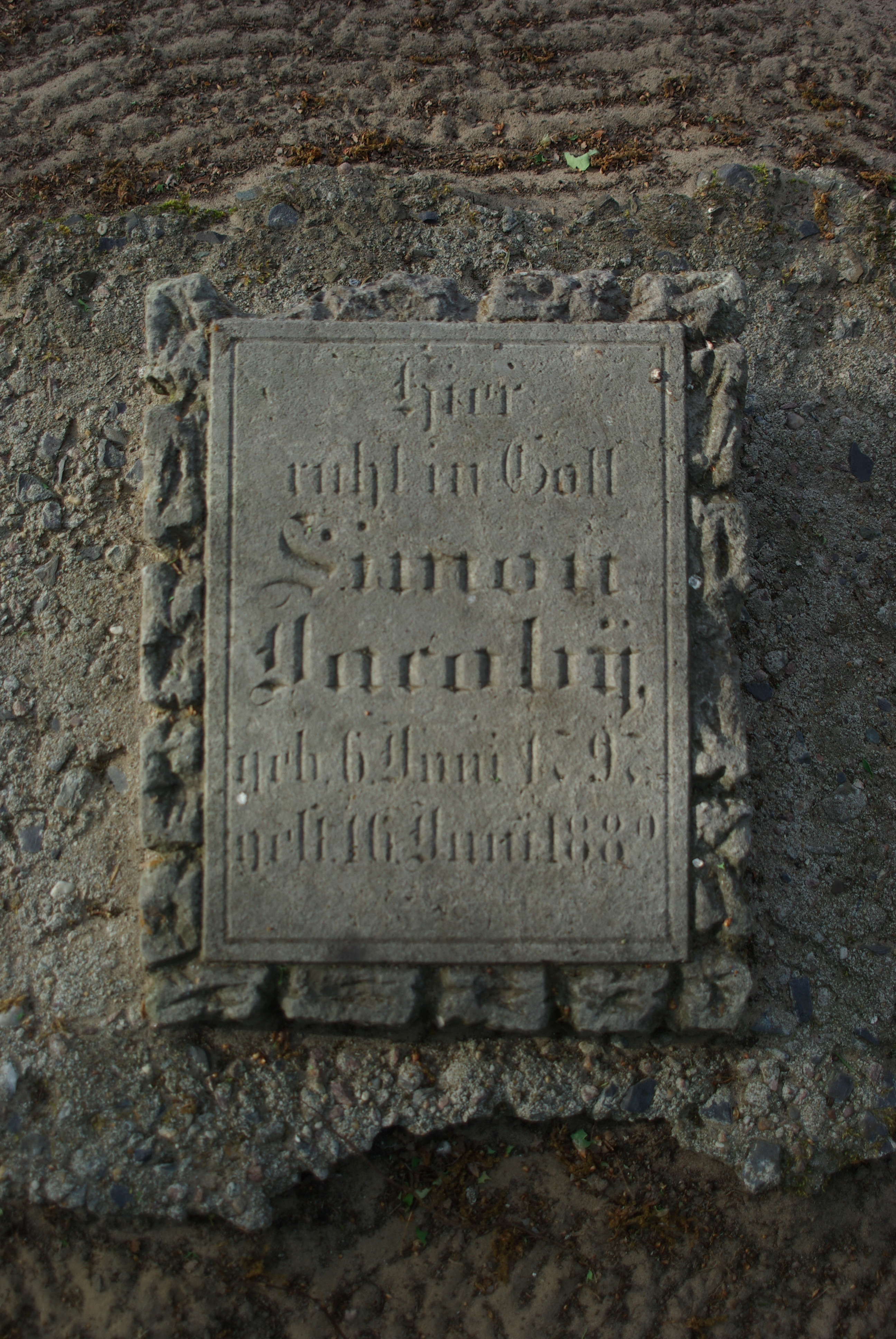
Grabstein

Der Jüdische Friedhof in Friesack, einer Stadt im Landkreis Havelland im Land Brandenburg (Deutschland), wurde vermutlich im 18. Jahrhundert angelegt. Der jüdische Friedhof liegt am westlichen Rand der Stadt an der Landstraße nach Rhinow, an der Klessener Straße.

## Geschichte
Der älteste noch lesbare Grabstein (Mazewa) auf dem Friedhof der jüdischen Gemeinde Friesack ist von 1829 (Isaac Salomon). Der letzte Grabstein ist von 1925. Der Friedhof liegt auf einem kleinen Hügel, der ungefähr einen halben bis einen Meter über dem ihn umgebenden Gelände liegt. Vielleicht fand eine Belegung des Friedhofes in zwei Phasen statt. Heute sind noch 17 Grabsteine erhalten. Nach 1945 war der Friedhof in verwahrlostem Zustand, 1988 wurde er wieder hergerichtet.